# Championnat du monde féminin de handball 2019
Cet article traite du championnat féminin 2019. Pour le championnat masculin, voir Championnat du monde masculin de handball 2019.
Navigation
Allemagne 2017 Espagne 2021
Le Championnat du monde féminin de handball 2019 est la 24e édition du Championnat du monde de handball qui a lieu du 30 novembre au 15 décembre 2019 au Japon, sept mois avant Jeux olympiques de Tokyo (avant qu'ils ne soient reportés d'un an du fait de la pandémie de Covid-19). C'est une compétition organisée par la Fédération internationale de handball (IHF) et la Fédération japonaise de handball qui réunit les meilleures sélections nationales.
La France, vainqueur de l'édition précédente, remet son titre en jeu, mais ne passe pas la phase préliminaire et ne termine qu'à la 13e place. La compétition est remportée pour la première fois par les Pays-Bas, vainqueur en finale de l'Espagne qui obtient à cette occasion son meilleur résultat en championnat du monde. Enfin, dans le match pour la médaille de bronze, la Russie s'impose face à la Norvège.

## Présentation

### Qualifications
Les 24 participants sont désignés au moyen des compétitions continentales et de tournois de qualification en Europe en 2018 et 2019. Le pays organisateur, le Japon, ainsi que la tenante du titre, la France, sont qualifiés d'office. Les 22 autres équipes doivent passer par des qualifications continentales.
| Continent         | Nombre | Moyen de qualification                                        | Date             | Qualifié(s)                                                                           |
| ----------------- | ------ | ------------------------------------------------------------- | ---------------- | ------------------------------------------------------------------------------------- |
| -                 | 1      | Organisateur                                                  | 28 octobre 2013  | Japon                                                                                 |
| -                 | 1      | Tenant du titre                                               | 17 décembre 2017 | France                                                                                |
| Amériques (PATHF) | 2      | Championnat d'Amérique du Sud et centrale féminin de handball | 4 décembre 2018  | Brésil et Argentine                                                                   |
| Amériques (PATHF) | 1      | Championnat d'Amérique du Nord et des Caraïbes                | 2 juin 2019      | Cuba                                                                                  |
| Asie (AHF)        | 3      | Championnat d'Asie 2018 (en)                                  | 8 décembre 2018  | Corée du Sud, Chine et Kazakhstan                                                     |
| -                 | 1      | Océanie ou Invité                                             | 8 décembre 2018  | Australie                                                                             |
| Afrique (CAHB)    | 3      | Championnat d'Afrique 2018                                    | 12 décembre 2018 | Angola, Sénégal et RD Congo                                                           |
| Europe (EHF)      | 3      | Championnat d'Europe 2018                                     | 16 décembre 2018 | Russie, Pays-Bas et Roumanie                                                          |
| Europe (EHF)      | 9      | Tournois qualificatifs européens                              | 6 juin 2019      | Allemagne, Danemark, Espagne, Hongrie, Monténégro, Norvège, Serbie, Suède et Slovénie |

### Equipes qualifiées
| Nation                                                                                                  | Apparitions précédentes | Apparitions précédentes | Apparitions précédentes |
| Nation                                                                                                  | Nb                      | Titres                  | Participations |
| --- | ----------------------- | ----------------------- | --- |
| Allemagne                                                                                               | 11                      | 1                       | 1993, 1995, 1997, 1999, 2003, 2005, 2007, 2009, 2011, 2013, 2015, 2017                                                                   |
| Angola                                                                                                  | 14                      | 0                       | 1990, 1993, 1995, 1997, 1999, 2001, 2003, 2005, 2007, 2009, 2011, 2013, 2015, 2017                                                       |
| Argentine                                                                                               | 9                       | 0                       | 1999, 2003, 2005, 2007, 2009, 2011, 2013, 2015, 2017                                                                                     |
| Australie                                                                                               | 7                       | 0                       | 1999, 2003, 2005, 2007, 2009, 2011, 2013                                                                                                 |
| Brésil                                                                                                  | 12                      | 1                       | 1995, 1997, 1999, 2001, 2003, 2005, 2007, 2009, 2011, 2013, 2015, 2017                                                                   |
| Chine                                                                                                   | 15                      | 0                       | 1986, 1990, 1993, 1995, 1997, 1999, 2001, 2003, 2005, 2007, 2009, 2011, 2013, 2015, 2017                                                 |
| Corée du Sud                                                                                            | 17                      | 1                       | 1978, 1982, 1986, 1990, 1993, 1995, 1997, 1999, 2001, 2003, 2005, 2007, 2009, 2011, 2013, 2015, 2017                                     |
| Cuba | 3                       | 0                       | 1999, 2011, 2015, |
| Danemark                                                                                                | 19                      | 1                       | 1957, 1962, 1965, 1971, 1973, 1975, 1990, 1993, 1997, 1999, 2001, 2003, 2005, 2009, 2011, 2013, 2015, 2017                               |
| Espagne                                                                                                 | 9                       | 0                       | 1993, 2001, 2003, 2007, 2009, 2011, 2013, 2015, 2017                                                                                     |
| France                                                                                                  | 13                      | 2                       | 1986, 1990, 1997, 1999, 2001, 2003, 2005, 2007, 2009, 2011, 2013, 2015, 2017                                                             |
| Hongrie                                                                                                 | 21                      | 1                       | 1957, 1965, 1971, 1973, 1975, 1978, 1982, 1986, 1993, 1995, 1997, 1999, 2001, 2003, 2005, 2007, 2009, 2013, 2015, 2017                   |
| Japon                                                                                                   | 18                      | 0                       | 1962, 1965, 1971, 1973, 1975, 1986, 1995, 1997, 1999, 2001, 2003, 2005, 2007, 2009, 2011, 2013, 2015, 2017                               |
| Kazakhstan                                                                                              | 4                       | 0                       | 2007, 2009, 2011, 2015 |
| Monténégro                                                                                              | 4                       | 0                       | 2011, 2013, 2015, 2017 |
| Norvège                                                                                                 | 19                      | 3                       | 1971, 1973, 1975, 1982, 1986, 1990, 1993, 1995, 1997, 1999, 2001, 2003, 2005, 2007, 2009, 2011, 2013, 2015, 2017                         |
| Pays-Bas                                                                                                | 11                      | 0                       | 1971, 1978, 1986, 1999, 2001, 2005, 2011, 2013, 2015, 2017                                                                               |
| RD Congo                                                                                                | 2                       | 0                       | 2013, 2015 |
| Roumanie                                                                                                | 23                      | 1                       | 1957, 1962, 1965, 1971, 1973, 1975, 1978, 1982, 1986, 1990, 1993, 1995, 1997, 1999, 2001, 2003, 2005, 2007, 2009, 2011, 2013, 2015, 2017 |
| Russie                                                                                                  | 19                      | 7                       | 1962, 1973, 1975, 1978, 1982, 1986, 1990, 1993, 1995, 1997, 1999, 2001 2003, 2005, 2007, 2009, 2011, 2015, 2017                          |
| Sénégal                                                                                                 | 0                       | 0                       | Première participation |
| Serbie                                                                                                  | 3                       | 0                       | 2013, 2015, 2017 |
| Slovénie                                                                                                | 5                       | 0                       | 1997, 2001, 2003, 2005, 2017 |
| Suède                                                                                                   | 9                       | 0                       | 1957, 1990, 1993, 1995, 2001, 2009, 2011, 2015, 2017                                                                                     |
| En gras et en italique sont indiqués respectivement le champion et le pays hôte de l'édition concernée. |                         |                         | |

### Lieux de compétition
La compétition aura lieu à Kumamoto et dans ses environs, comme lors du Championnat du monde masculin de 1997 :
| Higashi-ku                  | Minami-ku                  | Nishi-ku                           | Yatsushiro                         | Yamaga                             |
| Parc Dome Capacité : 10 000 | Aqua Dome Capacité : 6 400 | Gymnase municipal Capacité : 3 400 | Gymnase municipal Capacité : 2 500 | Gymnase municipal Capacité : 2 100 |
|                             |                            |                                    |                                    |                                    |

### Arbitres
Les 17 paires de juges-arbitres sont :
- Yousef Belkhiri, Sid Ali Hamidi ()
- Maria Ines Paolantoni, Mariana Garcia ()
- Yufeng Cheng, Yunlei Zhou ()
- Davor Loncar, Zoran Loncar ()
- Karina Christiansen, Line Hansen ()
- Yasmina Elsaied, Heidy Elsaied ()
- Ignacio García, Andreu Marín ()
- Charlotte et Julie Bonaventura ()
- Maike Merz, Tanja Schilha ()
- Kiyoshi Hizaki, Tomokazu Ikebuchi ()
- Bon-Ok Koo, Seok Lee ()
- Cristina Nastase, Simona Stancu ()
- Viktoria Alpaidze, Tatiana Berzkina ()
- Bojan Lah, David Sok ()
- Vanja Antic, Jelena Jakovljevic ()
- Samir Krichen, Samir Makhlouf ()
- Mathias Sosa, Cristian Lemes ()

Réservistes
- Raymel Reyes, Alexys Zuñiga ()
- Maria Bennani, Safia Bennani ()

### Tirage au sort
Le tirage au sort des groupes du tour préliminaire a eu lieu le 21 juin 2019 à Tokyo.

## Phase préliminaire

### Légende
- Qualifié pour le tour principal.
- Qualifié pour la Coupe du Président.
- T : Tenante du titre.

### Groupe A
|   | Équipe   | Pts | J | G | N | P | Bp  | Bc  | Diff | Dép |
| - | -------- | --- | - | - | - | - | --- | --- | ---- | --- |
| 1 | Pays-Bas | 8   | 5 | 4 | 0 | 1 | 178 | 134 | 44   | +2  |
| 2 | Norvège  | 8   | 5 | 4 | 0 | 1 | 169 | 115 | 54   | -2  |
| 3 | Serbie   | 6   | 5 | 3 | 0 | 2 | 155 | 143 | 12   | /   |
| 4 | Angola   | 4   | 5 | 2 | 0 | 3 | 150 | 151 | -1   | +9  |
| 5 | Slovénie | 4   | 5 | 2 | 0 | 3 | 142 | 150 | -8   | -9  |
| 6 | Cuba     | 0   | 5 | 0 | 0 | 5 | 122 | 223 | -101 | /   |

| 30 novembre 2019 15h00 | Serbie           | 32 – 25 | Angola          | Aqua Dome, Minami-ku Arbitrage : Mariana Garcia, Maria Ines Paolantoni |
| 30 novembre 2019 15h00 | Željka Nikolić 7 | (16-12) | Isabel Guialo 5 | Aqua Dome, Minami-ku Arbitrage : Mariana Garcia, Maria Ines Paolantoni |
| 30 novembre 2019 15h00 | ×2 ×4            | Rapport | ×1 ×4           | Aqua Dome, Minami-ku Arbitrage : Mariana Garcia, Maria Ines Paolantoni |

| 30 novembre 2019 18h00 | Pays-Bas          | 26 – 32 | Slovénie        | Aqua Dome, Minami-ku Arbitrage : Samir Krichen, Samir Makhlouf |
| 30 novembre 2019 18h00 | Estavana Polman 5 | (14-15) | Tjaša Stanko 12 | Aqua Dome, Minami-ku Arbitrage : Samir Krichen, Samir Makhlouf |
| 30 novembre 2019 18h00 | ×1 ×3             | Rapport | ×1 ×4           | Aqua Dome, Minami-ku Arbitrage : Samir Krichen, Samir Makhlouf |

| 30 novembre 2019 20h30 | Norvège      | 47 – 16 | Cuba               | Aqua Dome, Minami-ku Arbitrage : Heidy El-Saied, Yasmina El-Saied |
| 30 novembre 2019 20h30 | Heidi Løke 8 | (25-9)  | Céspedes, Lusson 3 | Aqua Dome, Minami-ku Arbitrage : Heidy El-Saied, Yasmina El-Saied |
| 30 novembre 2019 20h30 | ×3           | Rapport | ×1                 | Aqua Dome, Minami-ku Arbitrage : Heidy El-Saied, Yasmina El-Saied |

| 2 décembre 2019 12h30 | Cuba          | 27 – 46 | Serbie           | Aqua Dome, Minami-ku Affluence : 5 570 Arbitrage : Samir Krichen, Samir Makhlouf |
| 2 décembre 2019 12h30 | Eyatne Rizo 6 | (11–25) | trois joueuses 6 | Aqua Dome, Minami-ku Affluence : 5 570 Arbitrage : Samir Krichen, Samir Makhlouf |
| 2 décembre 2019 12h30 | ×5            | Rapport | ×1 ×4            | Aqua Dome, Minami-ku Affluence : 5 570 Arbitrage : Samir Krichen, Samir Makhlouf |

| 2 décembre 2019 15h00 | Angola            | 28 – 35 | Pays-Bas        | Aqua Dome, Minami-ku Affluence : 4 690 Arbitrage : Belkhiri, Hamidi |
| 2 décembre 2019 15h00 | Azenaide Carlos 9 | (12–17) | Lois Abbingh 11 | Aqua Dome, Minami-ku Affluence : 4 690 Arbitrage : Belkhiri, Hamidi |
| 2 décembre 2019 15h00 | ×5 ×1             | Rapport | ×2 ×5           | Aqua Dome, Minami-ku Affluence : 4 690 Arbitrage : Belkhiri, Hamidi |

| 2 décembre 2019 20h30 | Slovénie   | 20 – 36 | Norvège                  | Aqua Dome, Minami-ku Affluence : 1 680 Arbitrage : Bonaventura, Bonaventura |
| 2 décembre 2019 20h30 | Ana Gros 9 | (12-13) | Marit Røsberg Jacobsen 8 | Aqua Dome, Minami-ku Affluence : 1 680 Arbitrage : Bonaventura, Bonaventura |
| 2 décembre 2019 20h30 | Rapport    |         |                          | Aqua Dome, Minami-ku Affluence : 1 680 Arbitrage : Bonaventura, Bonaventura |

| 3 décembre 2019 15h00 | Pays-Bas            | 51 – 23 | Cuba              | Aqua Dome, Minami-ku Affluence : 5 060 Arbitrage : García, Paolantoni |
| 3 décembre 2019 15h00 | Angela Malestein 11 | (22–11) | Yarumy Céspedes 4 | Aqua Dome, Minami-ku Affluence : 5 060 Arbitrage : García, Paolantoni |
| 3 décembre 2019 15h00 | ×1 ×5               | Rapport | ×6                | Aqua Dome, Minami-ku Affluence : 5 060 Arbitrage : García, Paolantoni |

| 3 décembre 2019 18h00 | Slovénie       | 24 – 33 | Angola            | Aqua Dome, Minami-ku Affluence : 2 280 Arbitrage : Koo, Lee |
| 3 décembre 2019 18h00 | Tjaša Stanko 9 | (12–16) | Carlos, Kassoma 6 | Aqua Dome, Minami-ku Affluence : 2 280 Arbitrage : Koo, Lee |
| 3 décembre 2019 18h00 | ×2 ×3          | Rapport | ×5                | Aqua Dome, Minami-ku Affluence : 2 280 Arbitrage : Koo, Lee |

| 3 décembre 2019 20h30 | Norvège                | 28 – 25 | Serbie              | Aqua Dome, Minami-ku Affluence : 1 970 Arbitrage : Kuttler, Merz |
| 3 décembre 2019 20h30 | Stine Bredal Oftedal 7 | (13–12) | Kristina Liščević 6 | Aqua Dome, Minami-ku Affluence : 1 970 Arbitrage : Kuttler, Merz |
| 3 décembre 2019 20h30 | ×3 ×4                  | Rapport | ×1 ×8 ×1            | Aqua Dome, Minami-ku Affluence : 1 970 Arbitrage : Kuttler, Merz |

| 5 décembre 2019 15h00 | Cuba          | 26 – 39 | Slovénie        | Aqua Dome, Minami-ku Affluence : 5 520 Arbitrage : Năstase, Stancu |
| 5 décembre 2019 15h00 | Eyatne Rizo 7 | (15–17) | Tjaša Stanko 11 | Aqua Dome, Minami-ku Affluence : 5 520 Arbitrage : Năstase, Stancu |
| 5 décembre 2019 15h00 | ×2            | Rapport | ×3 ×5           | Aqua Dome, Minami-ku Affluence : 5 520 Arbitrage : Năstase, Stancu |

| 5 décembre 2019 18h00 | Serbie           | 23 – 36 | Pays-Bas          | Aqua Dome, Minami-ku Affluence : 2 460 Arbitrage : Bonaventura, Bonaventura |
| 5 décembre 2019 18h00 | trois joueuses 6 | (12–20) | Estavana Polman 8 | Aqua Dome, Minami-ku Affluence : 2 460 Arbitrage : Bonaventura, Bonaventura |
| 5 décembre 2019 18h00 | ×4               | Rapport | ×2 ×4             | Aqua Dome, Minami-ku Affluence : 2 460 Arbitrage : Bonaventura, Bonaventura |

| 5 décembre 2019 20h30 | Norvège               | 30 – 24   | Angola            | Aqua Dome, Minami-ku Affluence : 1 870 Arbitrage : García, Paolantoni |
| 5 décembre 2019 20h30 | Emilie Hegh Arntzen 6 | (13 – 12) | Azenaide Carlos 6 | Aqua Dome, Minami-ku Affluence : 1 870 Arbitrage : García, Paolantoni |
| 5 décembre 2019 20h30 | ×3 ×2                 | Rapport   | ×1 ×5             | Aqua Dome, Minami-ku Affluence : 1 870 Arbitrage : García, Paolantoni |

| 6 décembre 2019 15h00 | Serbie              | 29 – 27   | Slovénie        | Aqua Dome, Minami-ku Affluence : 4 680 Arbitrage : Makhlouf, Krichen |
| 6 décembre 2019 15h00 | Slađana Pop-Lazić 8 | (12 – 11) | Tjaša Stanko 10 | Aqua Dome, Minami-ku Affluence : 4 680 Arbitrage : Makhlouf, Krichen |
| 6 décembre 2019 15h00 | ×1 ×4               | Rapport   | ×2              | Aqua Dome, Minami-ku Affluence : 4 680 Arbitrage : Makhlouf, Krichen |

| 6 décembre 2019 18h00 | Angola          | 40 – 30   | Cuba              | Aqua Dome, Minami-ku Affluence : 2 680 Arbitrage : Belkhiri, Hamidi |
| 6 décembre 2019 18h00 | Isabel Guialo 7 | (20 – 16) | Lizandra Lusson 7 | Aqua Dome, Minami-ku Affluence : 2 680 Arbitrage : Belkhiri, Hamidi |
| 6 décembre 2019 18h00 | ×6              | Rapport   | ×1 ×6             | Aqua Dome, Minami-ku Affluence : 2 680 Arbitrage : Belkhiri, Hamidi |

| 6 décembre 2019 20h30 | Pays-Bas       | 30 – 28   | Norvège                | Aqua Dome, Minami-ku Affluence : 3 380 Arbitrage : García, Marín |
| 6 décembre 2019 20h30 | Lois Abbingh 6 | (14 – 18) | Stine Bredal Oftedal 9 | Aqua Dome, Minami-ku Affluence : 3 380 Arbitrage : García, Marín |
| 6 décembre 2019 20h30 | ×2 ×1          | Rapport   | ×2                     | Aqua Dome, Minami-ku Affluence : 3 380 Arbitrage : García, Marín |

### Groupe B
|   | Équipe       | Pts | J | G | N | P | Bp  | Bc  | Diff | Dép |
| - | ------------ | --- | - | - | - | - | --- | --- | ---- | --- |
| 1 | Corée du Sud | 8   | 5 | 3 | 2 | 0 | 149 | 124 | 25   | /   |
| 2 | Allemagne    | 7   | 5 | 3 | 1 | 1 | 142 | 111 | 31   | +1  |
| 3 | Danemark     | 7   | 5 | 3 | 1 | 1 | 132 | 100 | 32   | -1  |
| 4 | France T     | 5   | 5 | 2 | 1 | 2 | 137 | 100 | 37   | /   |
| 5 | Brésil       | 3   | 5 | 1 | 1 | 3 | 119 | 115 | 4    | /   |
| 6 | Australie    | 0   | 5 | 0 | 0 | 5 | 53  | 182 | -129 | /   |

| 30 novembre 2019 15h00 | Allemagne      | 30 – 24 | Brésil                    | Gymnase municipal, Yamaga Affluence : 1 300 Arbitrage : Ignacio Garcia, Andreu Marin |
| 30 novembre 2019 15h00 | Julia Behnke 6 | (14-11) | Alexandra do Nascimento 5 | Gymnase municipal, Yamaga Affluence : 1 300 Arbitrage : Ignacio Garcia, Andreu Marin |
| 30 novembre 2019 15h00 | ×1 ×4          | Rapport | ×1                        | Gymnase municipal, Yamaga Affluence : 1 300 Arbitrage : Ignacio Garcia, Andreu Marin |

| 30 novembre 2019 18h00 | France        | 27 – 29 | Corée du Sud   | Gymnase municipal, Yamaga Affluence : 1 450 Arbitrage : MathiasSosa, Cristian Lemes |
| 30 novembre 2019 18h00 | Grâce Zaadi 5 | (13-12) | Ryu Eun-hee 12 | Gymnase municipal, Yamaga Affluence : 1 450 Arbitrage : MathiasSosa, Cristian Lemes |
| 30 novembre 2019 18h00 | ×2 ×5         | Rapport | ×1 ×2 ×1       | Gymnase municipal, Yamaga Affluence : 1 450 Arbitrage : MathiasSosa, Cristian Lemes |

| 30 novembre 2019 20h30 | Danemark                  | 37 – 12 | Australie       | Gymnase municipal, Nishi-ku Affluence : 1 400 Arbitrage : Yufeng Cheng, Yunlei Zhou |
| 30 novembre 2019 20h30 | Trine Østergaard Jensen 6 | (17-4)  | Sally Potocki 4 | Gymnase municipal, Nishi-ku Affluence : 1 400 Arbitrage : Yufeng Cheng, Yunlei Zhou |
| 30 novembre 2019 20h30 | ×2                        | Rapport | ×8              | Gymnase municipal, Nishi-ku Affluence : 1 400 Arbitrage : Yufeng Cheng, Yunlei Zhou |

| 1er décembre 2019 15h00 | Brésil            | 19 – 19 | France           | Gymnase municipal, Yamaga Affluence : 1 580 Arbitrage : Lah, Sok |
| 1er décembre 2019 15h00 | quatre joueuses 3 | (7–10)  | trois joueuses 3 | Gymnase municipal, Yamaga Affluence : 1 580 Arbitrage : Lah, Sok |
| 1er décembre 2019 15h00 | ×3                | Rapport | ×2 ×5 ×1         | Gymnase municipal, Yamaga Affluence : 1 580 Arbitrage : Lah, Sok |

| 1er décembre 2019 18h00 | Australie       | 8 – 34  | Allemagne         | Gymnase municipal, Yamaga Affluence : 1 450 Arbitrage : Koyoshi Hizaki, Tomokazu Ikebuchi |
| 1er décembre 2019 18h00 | Sally Potocki 3 | (4–18)  | Antje Lauenroth 6 | Gymnase municipal, Yamaga Affluence : 1 450 Arbitrage : Koyoshi Hizaki, Tomokazu Ikebuchi |
| 1er décembre 2019 18h00 | ×2              | Rapport | ×1 ×6             | Gymnase municipal, Yamaga Affluence : 1 450 Arbitrage : Koyoshi Hizaki, Tomokazu Ikebuchi |

| 1er décembre 2019 20h30 | Corée du Sud  | 26 – 26 | Danemark      | Gymnase municipal, Nishi-ku Affluence : 1 380 Arbitrage : Alpaidze, Berezkina |
| 1er décembre 2019 20h30 | Ryu Eun-hee 9 | (13–10) | Mie Højlund 4 | Gymnase municipal, Nishi-ku Affluence : 1 380 Arbitrage : Alpaidze, Berezkina |
| 1er décembre 2019 20h30 | ×1 ×5         | Rapport | ×1 ×6 ×1      | Gymnase municipal, Nishi-ku Affluence : 1 380 Arbitrage : Alpaidze, Berezkina |

| 3 décembre 2019 15h00 | Corée du Sud | 33 – 27 | Brésil           | Gymnase municipal, Yamaga Affluence : 1 750 Arbitrage : Hamidi, Belkhiri |
| 3 décembre 2019 15h00 | Ryu, Shin 12 | (16–14) | Eduarda Amorim 9 | Gymnase municipal, Yamaga Affluence : 1 750 Arbitrage : Hamidi, Belkhiri |
| 3 décembre 2019 15h00 | ×2 ×6        | Rapport | ×2 ×3            | Gymnase municipal, Yamaga Affluence : 1 750 Arbitrage : Hamidi, Belkhiri |

| 3 décembre 2019 19h00 | France             | 46 – 7  | Australie       | Gymnase municipal, Yamaga Affluence : 1 540 Arbitrage : El-Saied, El-Saied |
| 3 décembre 2019 19h00 | Pauline Coatanea 7 | (21–3)  | Sally Potocki 4 | Gymnase municipal, Yamaga Affluence : 1 540 Arbitrage : El-Saied, El-Saied |
| 3 décembre 2019 19h00 | ×1 ×2              | Rapport | ×1 ×6           | Gymnase municipal, Yamaga Affluence : 1 540 Arbitrage : El-Saied, El-Saied |

| 3 décembre 2019 20h30 | Danemark             | 25 – 26 | Allemagne      | Gymnase municipal, Nishi-ku Affluence : 1 000 Arbitrage : Sosa, Lemes |
| 3 décembre 2019 20h30 | Kristina Jørgensen 5 | (11–13) | Julia Behnke 7 | Gymnase municipal, Nishi-ku Affluence : 1 000 Arbitrage : Sosa, Lemes |
| 3 décembre 2019 20h30 | ×1 ×2                | Rapport | ×2 ×5          | Gymnase municipal, Nishi-ku Affluence : 1 000 Arbitrage : Sosa, Lemes |

| 4 décembre 2019 15h00 | Australie        | 17 – 34 | Corée du Sud    | Gymnase municipal, Yamaga Affluence : 1 590 Arbitrage : Lončar, Lončar |
| 4 décembre 2019 15h00 | Sally Potocki 10 | (10–18) | Lee Mi-gyeong 5 | Gymnase municipal, Yamaga Affluence : 1 590 Arbitrage : Lončar, Lončar |
| 4 décembre 2019 15h00 | ×1 ×6            | Rapport | ×3              | Gymnase municipal, Yamaga Affluence : 1 590 Arbitrage : Lončar, Lončar |

| 4 décembre 2019 19h00 | Allemagne    | 25 – 27 | France        | Gymnase municipal, Yamaga Affluence : 1 950 Arbitrage : García, Marín |
| 4 décembre 2019 19h00 | Emily Bölk 8 | (12–14) | Grâce Zaadi 4 | Gymnase municipal, Yamaga Affluence : 1 950 Arbitrage : García, Marín |
| 4 décembre 2019 19h00 | ×2 ×1        | Rapport | ×1 ×2         | Gymnase municipal, Yamaga Affluence : 1 950 Arbitrage : García, Marín |

| 4 décembre 2019 20h30 | Danemark          | 24 – 18 | Brésil          | Gymnase municipal, Nishi-ku Affluence : 1 100 Arbitrage : García, Paolantoni |
| 4 décembre 2019 20h30 | Stine Jørgensen 6 | (11–9)  | Samara Vieira 5 | Gymnase municipal, Nishi-ku Affluence : 1 100 Arbitrage : García, Paolantoni |
| 4 décembre 2019 20h30 | ×1 ×3             | Rapport | ×5              | Gymnase municipal, Nishi-ku Affluence : 1 100 Arbitrage : García, Paolantoni |

| 6 décembre 2019 15h00 | Brésil                | 31 – 9  | Australie       | Gymnase municipal, Yamaga Affluence : 1 490 Arbitrage : Cheng, Zhou |
| 6 décembre 2019 15h00 | Ana Paula Rodrigues 5 | (15–5)  | Sally Potocki 7 | Gymnase municipal, Yamaga Affluence : 1 490 Arbitrage : Cheng, Zhou |
| 6 décembre 2019 15h00 | ×1 ×7 ×1              | Rapport | ×2              | Gymnase municipal, Yamaga Affluence : 1 490 Arbitrage : Cheng, Zhou |

| 6 décembre 2019 19h00 | Allemagne      | 27 – 27 | Corée du Sud   | Gymnase municipal, Yamaga Affluence : 2 100 Arbitrage : Alpaidze, Berezkina |
| 6 décembre 2019 19h00 | Julia Behnke 7 | (15–14) | Ryu Eun-hee 10 | Gymnase municipal, Yamaga Affluence : 2 100 Arbitrage : Alpaidze, Berezkina |
| 6 décembre 2019 19h00 | ×2 ×6          | Rapport | ×2             | Gymnase municipal, Yamaga Affluence : 2 100 Arbitrage : Alpaidze, Berezkina |

| 6 décembre 2019 20h30 | France                | 18 – 20 | Danemark          | Gymnase municipal, Nishi-ku Affluence : 1 600 Arbitrage : Lah, Sok |
| 6 décembre 2019 20h30 | Alexandra Lacrabère 6 | (7–9)   | Stine Jørgensen 7 | Gymnase municipal, Nishi-ku Affluence : 1 600 Arbitrage : Lah, Sok |
| 6 décembre 2019 20h30 | ×3 ×4                 | Rapport | ×6                | Gymnase municipal, Nishi-ku Affluence : 1 600 Arbitrage : Lah, Sok |

### Groupe C
|   | Équipe     | Pts | J | G | N | P | Bp  | Bc  | Diff |
| - | ---------- | --- | - | - | - | - | --- | --- | ---- |
| 1 | Espagne    | 10  | 5 | 5 | 0 | 0 | 159 | 103 | 56   |
| 2 | Monténégro | 8   | 5 | 4 | 0 | 1 | 137 | 123 | 14   |
| 3 | Roumanie   | 6   | 5 | 3 | 0 | 2 | 121 | 129 | -8   |
| 4 | Hongrie    | 4   | 5 | 2 | 0 | 3 | 145 | 117 | 28   |
| 5 | Sénégal    | 2   | 5 | 1 | 0 | 4 | 119 | 137 | -18  |
| 6 | Kazakhstan | 0   | 5 | 0 | 0 | 5 | 92  | 164 | -72  |

| 30 novembre 2019 15h00 | Monténégro         | 29 – 25 | Sénégal           | Gymnase municipal, Yatsushiro Affluence : 1 900 Arbitrage : Maike Merz, Tanja Schilha |
| 30 novembre 2019 15h00 | Đurđina Jauković 7 | (14-15) | Keita, Sankharé 5 | Gymnase municipal, Yatsushiro Affluence : 1 900 Arbitrage : Maike Merz, Tanja Schilha |
| 30 novembre 2019 15h00 | ×3 ×5              | Rapport | ×1 ×2             | Gymnase municipal, Yatsushiro Affluence : 1 900 Arbitrage : Maike Merz, Tanja Schilha |

| 30 novembre 2019 18h00 | Roumanie         | 16 – 31 | Espagne              | Gymnase municipal, Nishi-ku Affluence : 1 300 Arbitrage : Bonaventura, Bonaventura |
| 30 novembre 2019 18h00 | Cristina Neagu 6 | (9-16)  | Barbosa, Fernández 6 | Gymnase municipal, Nishi-ku Affluence : 1 300 Arbitrage : Bonaventura, Bonaventura |
| 30 novembre 2019 18h00 | ×2 ×7            | Rapport | ×1 ×5                | Gymnase municipal, Nishi-ku Affluence : 1 300 Arbitrage : Bonaventura, Bonaventura |

| 30 novembre 2019 18h00 | Hongrie           | 39 – 15 | Kazakhstan    | Gymnase municipal, Yatsushiro Affluence : 1 800 Arbitrage : Hizaki, Ikebuchi |
| 30 novembre 2019 18h00 | Márton, Schatzl 7 | (22–8)  | Dana Abilda 5 | Gymnase municipal, Yatsushiro Affluence : 1 800 Arbitrage : Hizaki, Ikebuchi |
| 30 novembre 2019 18h00 | ×1                | Rapport |               | Gymnase municipal, Yatsushiro Affluence : 1 800 Arbitrage : Hizaki, Ikebuchi |

| 1er décembre 2019 15h00 | Kazakhstan          | 21 – 30 | Monténégro          | Gymnase municipal, Yatsushiro Affluence : 1 910 Arbitrage : El-Saied, El-Saied |
| 1er décembre 2019 15h00 | Irina Alexandrova 5 | (11-13) | Jovanka Radičević 9 | Gymnase municipal, Yatsushiro Affluence : 1 910 Arbitrage : El-Saied, El-Saied |
| 1er décembre 2019 15h00 | ×3                  | Rapport | ×1 ×5               | Gymnase municipal, Yatsushiro Affluence : 1 910 Arbitrage : El-Saied, El-Saied |

| 1er décembre 2019 18h00 | Espagne             | 29 – 25 | Hongrie        | Gymnase municipal, Nishi-ku Affluence : 1 600 Arbitrage : Christiansen, Hansen |
| 1er décembre 2019 18h00 | Alexandrina Barbosa | (18–13) | Petra Tóvizi 5 | Gymnase municipal, Nishi-ku Affluence : 1 600 Arbitrage : Christiansen, Hansen |
| 1er décembre 2019 18h00 | ×1 ×4 ×1            | Rapport | ×1 ×5          | Gymnase municipal, Nishi-ku Affluence : 1 600 Arbitrage : Christiansen, Hansen |

| 1er décembre 2019 18h00 | Sénégal          | 25 – 29 | Roumanie          | Gymnase municipal, Yatsushiro Affluence : 1 850 Arbitrage : Koo, Lee |
| 1er décembre 2019 18h00 | trois joueuses 6 | (12–15) | Cristina Neagu 13 | Gymnase municipal, Yatsushiro Affluence : 1 850 Arbitrage : Koo, Lee |
| 1er décembre 2019 18h00 | ×2 ×3            | Rapport | ×4 ×7             | Gymnase municipal, Yatsushiro Affluence : 1 850 Arbitrage : Koo, Lee |

| 3 décembre 2019 15h00 | Hongrie          | 24 – 25 | Monténégro          | Gymnase municipal, Nishi-ku Affluence : 1 600 Arbitrage : García, Marín |
| 3 décembre 2019 15h00 | Nadine Schatzl 7 | (12–13) | Jovanka Radičević 8 | Gymnase municipal, Nishi-ku Affluence : 1 600 Arbitrage : García, Marín |
| 3 décembre 2019 15h00 | ×2               | Rapport | ×1 ×7 ×1            | Gymnase municipal, Nishi-ku Affluence : 1 600 Arbitrage : García, Marín |

| 3 décembre 2019 15h00 | Espagne               | 29 – 20 | Sénégal          | Gymnase municipal, Yatsushiro Affluence : 1 950 Arbitrage : Lah, Sok |
| 3 décembre 2019 15h00 | Alexandrina Barbosa 8 | (14–13) | Doungou Camara 6 | Gymnase municipal, Yatsushiro Affluence : 1 950 Arbitrage : Lah, Sok |
| 3 décembre 2019 15h00 | ×3 ×5                 | Rapport | ×4               | Gymnase municipal, Yatsushiro Affluence : 1 950 Arbitrage : Lah, Sok |

| 3 décembre 2019 19h00 | Roumanie       | 22 – 20 | Kazakhstan          | Gymnase municipal, Yatsushiro Affluence : 1 810 Arbitrage : Cheng, Zhou |
| 3 décembre 2019 19h00 | Crina Pintea 5 | (14–11) | Veronika Khardina 6 | Gymnase municipal, Yatsushiro Affluence : 1 810 Arbitrage : Cheng, Zhou |
| 3 décembre 2019 19h00 | ×1 ×3          | Rapport | ×1                  | Gymnase municipal, Yatsushiro Affluence : 1 810 Arbitrage : Cheng, Zhou |

| 4 décembre 2019 15h00 | Monténégro            | 27 – 26 | Roumanie          | Gymnase municipal, Nishi-ku Affluence : 1 700 Arbitrage : Christiansen, Hansen |
| 4 décembre 2019 15h00 | Radičević, Raičević 6 | (11–12) | Cristina Neagu 11 | Gymnase municipal, Nishi-ku Affluence : 1 700 Arbitrage : Christiansen, Hansen |
| 4 décembre 2019 15h00 | ×3 ×7 ×1              | Rapport | ×1 ×7 ×1          | Gymnase municipal, Nishi-ku Affluence : 1 700 Arbitrage : Christiansen, Hansen |

| 4 décembre 2019 15h00 | Kazakhstan           | 16 – 43 | Espagne        | Gymnase municipal, Yatsushiro Affluence : 2 000 Arbitrage : El-Saied, El-Saied |
| 4 décembre 2019 15h00 | Abilda, Rejemetova 3 | (11–19) | Marta López 10 | Gymnase municipal, Yatsushiro Affluence : 2 000 Arbitrage : El-Saied, El-Saied |
| 4 décembre 2019 15h00 | ×5                   | Rapport | ×4             | Gymnase municipal, Yatsushiro Affluence : 2 000 Arbitrage : El-Saied, El-Saied |

| 4 décembre 2019 19h00 | Hongrie       | 30 – 20 | Sénégal          | Gymnase municipal, Yatsushiro Affluence : 2 020 Arbitrage : Alpaidze, Berezkina |
| 4 décembre 2019 19h00 | Anna Kovács 6 | (17–9)  | Amina Sankharé 6 | Gymnase municipal, Yatsushiro Affluence : 2 020 Arbitrage : Alpaidze, Berezkina |
| 4 décembre 2019 19h00 | ×1 ×2         | Rapport | ×1 ×4            | Gymnase municipal, Yatsushiro Affluence : 2 020 Arbitrage : Alpaidze, Berezkina |

| 6 décembre 2019 15h00 | Sénégal          | 30 – 20 | Kazakhstan    | Gymnase municipal, Nishi-ku Affluence : 1 700 Arbitrage : Hizaki, Ikebuchi |
| 6 décembre 2019 15h00 | Doungou Camara 8 | (15–7)  | Dana Abilda 7 | Gymnase municipal, Nishi-ku Affluence : 1 700 Arbitrage : Hizaki, Ikebuchi |
| 6 décembre 2019 15h00 | ×3               | Rapport | ×1 ×6 ×1      | Gymnase municipal, Nishi-ku Affluence : 1 700 Arbitrage : Hizaki, Ikebuchi |

| 6 décembre 2019 15h00 | Monténégro          | 26 – 27 | Espagne         | Gymnase municipal, Yatsushiro Affluence : 2 000 Arbitrage : Bonaventura, Bonaventura |
| 6 décembre 2019 15h00 | Jovanka Radičević 7 | (14–14) | Barbosa, Pena 6 | Gymnase municipal, Yatsushiro Affluence : 2 000 Arbitrage : Bonaventura, Bonaventura |
| 6 décembre 2019 15h00 | ×7                  | Rapport | ×2 ×4           | Gymnase municipal, Yatsushiro Affluence : 2 000 Arbitrage : Bonaventura, Bonaventura |

| 6 décembre 2019 19h00 | Roumanie          | 28 – 27 | Hongrie            | Gymnase municipal, Yatsushiro Affluence : 2 500 Arbitrage : Kuttler, Merz |
| 6 décembre 2019 19h00 | Cristina Neagu 10 | (10–16) | Kovacsics, Szabó 6 | Gymnase municipal, Yatsushiro Affluence : 2 500 Arbitrage : Kuttler, Merz |
| 6 décembre 2019 19h00 | ×2 ×6             | Rapport | ×2 ×5              | Gymnase municipal, Yatsushiro Affluence : 2 500 Arbitrage : Kuttler, Merz |

### Groupe D
|   | Équipe    | Pts | J | G | N | P | Bp  | Bc  | Diff |
| - | --------- | --- | - | - | - | - | --- | --- | ---- |
| 1 | Russie    | 10  | 5 | 5 | 0 | 0 | 158 | 91  | 67   |
| 2 | Suède     | 8   | 5 | 4 | 0 | 1 | 144 | 114 | 30   |
| 3 | Japon     | 6   | 5 | 3 | 0 | 2 | 136 | 121 | 15   |
| 4 | Argentine | 4   | 5 | 2 | 0 | 3 | 124 | 133 | -9   |
| 5 | RD Congo  | 2   | 5 | 1 | 0 | 4 | 86  | 137 | -51  |
| 6 | Chine     | 0   | 5 | 0 | 0 | 5 | 100 | 152 | -52  |

| 30 novembre 2019 15h00 | Japon         | 24 – 20 | Argentine      | Parc Dome, Higashi-ku Arbitrage : Năstase, Stancu |
| 30 novembre 2019 15h00 | Mana Ohyama 5 | (14-10) | Elke Karsten 7 | Parc Dome, Higashi-ku Arbitrage : Năstase, Stancu |
| 30 novembre 2019 15h00 | ×2 ×9         | Rapport | ×2 ×4          | Parc Dome, Higashi-ku Arbitrage : Năstase, Stancu |

| 30 novembre 2019 18h00 | Russie           | 26 – 11 | Chine  | Parc Dome, Higashi-ku Arbitrage : Lončar, Lončar |
| 30 novembre 2019 18h00 | Iulia Managarova | (13-6)  | Chen 4 | Parc Dome, Higashi-ku Arbitrage : Lončar, Lončar |
| 30 novembre 2019 18h00 | ×3               | Rapport | ×4     | Parc Dome, Higashi-ku Arbitrage : Lončar, Lončar |

| 30 novembre 2019 20h30 | Suède             | 26 – 16 | RD Congo              | Parc Dome, Higashi-ku Arbitrage : Antić, Jankovljević |
| 30 novembre 2019 20h30 | Anna Lagerquist 6 | (11–8)  | Christianne Mwasesa 6 | Parc Dome, Higashi-ku Arbitrage : Antić, Jankovljević |
| 30 novembre 2019 20h30 | ×3 ×2             | Rapport | ×1 ×3                 | Parc Dome, Higashi-ku Arbitrage : Antić, Jankovljević |

| 2 décembre 2019 15h00 | Argentine     | 22 – 35 | Russie            | Parc Dome, Higashi-ku Affluence : 6 628 Arbitrage : Cheng, Zhou |
| 2 décembre 2019 15h00 | Malena Cavo 4 | (12–17) | Olga Gorchenina 5 | Parc Dome, Higashi-ku Affluence : 6 628 Arbitrage : Cheng, Zhou |
| 2 décembre 2019 15h00 | Rapport       |         |                   | Parc Dome, Higashi-ku Affluence : 6 628 Arbitrage : Cheng, Zhou |

| 2 décembre 2019 18h00 | RD Congo            | 16 – 28 | Japon       | Parc Dome, Higashi-ku Affluence : 4 476 Arbitrage : Lončar, Lončar |
| 2 décembre 2019 18h00 | Roseline Ngo Leyi 4 | (9–17)  | Mana Ohyama | Parc Dome, Higashi-ku Affluence : 4 476 Arbitrage : Lončar, Lončar |
| 2 décembre 2019 18h00 | Rapport             |         |             | Parc Dome, Higashi-ku Affluence : 4 476 Arbitrage : Lončar, Lončar |

| 2 décembre 2019 20h30 | Chine          | 19 – 32 | Suède             | Parc Dome, Higashi-ku Affluence : 2 100 Arbitrage : Stancu, Năstase |
| 2 décembre 2019 20h30 | Jin Mengqing 5 | (7–16)  | Mikaela Mässing 4 | Parc Dome, Higashi-ku Affluence : 2 100 Arbitrage : Stancu, Năstase |
| 2 décembre 2019 20h30 | Rapport        |         |                   | Parc Dome, Higashi-ku Affluence : 2 100 Arbitrage : Stancu, Năstase |

| 3 décembre 2019 14h30 | Russie             | 34 – 13 | RD Congo              | Parc Dome, Higashi-ku Affluence : 6 765 Arbitrage : Hizaki, Ikebuchi |
| 3 décembre 2019 14h30 | Iulia Managarova 6 | (19–7)  | Christianne Mwasesa 5 | Parc Dome, Higashi-ku Affluence : 6 765 Arbitrage : Hizaki, Ikebuchi |
| 3 décembre 2019 14h30 | ×4                 | Rapport | ×5 ×1                 | Parc Dome, Higashi-ku Affluence : 6 765 Arbitrage : Hizaki, Ikebuchi |

| 3 décembre 2019 17h00 | Chine           | 28 – 34 | Argentine       | Parc Dome, Higashi-ku Affluence : 1 985 Arbitrage : Antić, Jakovljević |
| 3 décembre 2019 17h00 | Jin Mengqing 10 | (13–18) | Elke Karsten 12 | Parc Dome, Higashi-ku Affluence : 1 985 Arbitrage : Antić, Jakovljević |
| 3 décembre 2019 17h00 | ×4              | Rapport | ×1 ×3           | Parc Dome, Higashi-ku Affluence : 1 985 Arbitrage : Antić, Jakovljević |

| 3 décembre 2019 19h30 | Suède        | 34 – 26 | Japon         | Parc Dome, Higashi-ku Affluence : 6 375 Arbitrage : Krichen, Makhlouf |
| 3 décembre 2019 19h30 | Linn Blohm 7 | (20–13) | Yuki Tanabe 5 | Parc Dome, Higashi-ku Affluence : 6 375 Arbitrage : Krichen, Makhlouf |
| 3 décembre 2019 19h30 | ×1 ×4        | Rapport | ×4            | Parc Dome, Higashi-ku Affluence : 6 375 Arbitrage : Krichen, Makhlouf |

| 5 décembre 2019 15h00 | RD Congo               | 25 – 24 | Chine          | Parc Dome, Higashi-ku Affluence : 6 729 Arbitrage : Kuttler, Merz |
| 5 décembre 2019 15h00 | Christianne Mwasesa 12 | (10–11) | Jin Mengqing 8 | Parc Dome, Higashi-ku Affluence : 6 729 Arbitrage : Kuttler, Merz |
| 5 décembre 2019 15h00 | ×2 ×6 ×1               | Rapport | ×1 ×5          | Parc Dome, Higashi-ku Affluence : 6 729 Arbitrage : Kuttler, Merz |

| 5 décembre 2019 18h00 | Japon           | 23 – 33 | Russie     | Parc Dome, Higashi-ku Affluence : 6 220 Arbitrage : Antić, Jakovljević |
| 5 décembre 2019 18h00 | Haruno Sasaki 7 | (16–16) | Anna Sen 8 | Parc Dome, Higashi-ku Affluence : 6 220 Arbitrage : Antić, Jakovljević |
| 5 décembre 2019 18h00 | ×1 ×2           | Rapport | ×1 ×2      | Parc Dome, Higashi-ku Affluence : 6 220 Arbitrage : Antić, Jakovljević |

| 5 décembre 2019 20h30 | Suède             | 30 – 23 | Argentine         | Parc Dome, Higashi-ku Affluence : 2 442 Arbitrage : Lončar, Lončar |
| 5 décembre 2019 20h30 | Mikaela Mässing 5 | (14–11) | Luciana Mendoza 8 | Parc Dome, Higashi-ku Affluence : 2 442 Arbitrage : Lončar, Lončar |
| 5 décembre 2019 20h30 | ×1 ×5             | Rapport | ×2 ×3             | Parc Dome, Higashi-ku Affluence : 2 442 Arbitrage : Lončar, Lončar |

| 6 décembre 2019 15h00 | Japon             | 35 – 18 | Chine          | Parc Dome, Higashi-ku Affluence : 8 310 Arbitrage : Sosa, Lemes |
| 6 décembre 2019 15h00 | Natsumi Akiyama 8 | (17–8)  | Sun Mengying 5 | Parc Dome, Higashi-ku Affluence : 8 310 Arbitrage : Sosa, Lemes |
| 6 décembre 2019 15h00 | ×2                | Rapport | ×2 ×5          | Parc Dome, Higashi-ku Affluence : 8 310 Arbitrage : Sosa, Lemes |

| 6 décembre 2019 18h00 | Argentine    | 25 – 16 | RD Congo              | Parc Dome, Higashi-ku Affluence : 2 950 Arbitrage : Christiansen, Hansen |
| 6 décembre 2019 18h00 | Elke Karsten | (9–13)  | Christianne Mwasesa 5 | Parc Dome, Higashi-ku Affluence : 2 950 Arbitrage : Christiansen, Hansen |
| 6 décembre 2019 18h00 | ×2 ×3        | Rapport | ×5                    | Parc Dome, Higashi-ku Affluence : 2 950 Arbitrage : Christiansen, Hansen |

| 6 décembre 2019 20h30 | Russie               | 30 – 22 | Suède              | Parc Dome, Higashi-ku Affluence : 3 826 Arbitrage : Koo, Lee |
| 6 décembre 2019 20h30 | Iaroslava Frolova 11 | (16–12) | Isabelle Gulldén 8 | Parc Dome, Higashi-ku Affluence : 3 826 Arbitrage : Koo, Lee |
| 6 décembre 2019 20h30 | ×3 ×8                | Rapport | ×5                 | Parc Dome, Higashi-ku Affluence : 3 826 Arbitrage : Koo, Lee |

## Tour principal
Les poules du Tour préliminaire sont réunies deux à deux et tous les points acquis contre les équipes encore en lice sont conservés. 
Par exemple, la Russie, qui avait remporté tous ses matchs du Tour préliminaire, commence le Tour principal avec 4 points, car les 6 points acquis contre les équipes éliminées sont retirés.

### Légende
Qualifiés pour les Demi-finales  –   Qualifiés pour le Match pour la 5e place  –   Qualifiés pour le Match pour la 7e place  –   Éliminés.

### Groupe I
|   | Équipe       | Pts | J | G | N | P | Bp  | Bc  | Diff |
| - | ------------ | --- | - | - | - | - | --- | --- | ---- |
| 1 | Norvège      | 8   | 5 | 4 | 0 | 1 | 146 | 128 | 18   |
| 2 | Pays-Bas     | 6   | 5 | 3 | 0 | 2 | 153 | 136 | 17   |
| 3 | Serbie       | 5   | 5 | 2 | 1 | 2 | 139 | 151 | -12  |
| 4 | Allemagne    | 5   | 5 | 2 | 1 | 2 | 135 | 136 | -1   |
| 5 | Danemark     | 4   | 5 | 1 | 2 | 2 | 123 | 124 | -1   |
| 6 | Corée du Sud | 2   | 5 | 0 | 2 | 3 | 144 | 165 | -21  |

| 8 décembre 2019 15h00 | Serbie         | 36 – 33   | Corée du Sud   | Aqua Dome, Minami-ku Affluence : 3 450 Arbitrage : García, Marín |
| 8 décembre 2019 15h00 | Jelena Lavko 7 | (21 – 16) | Ryu Eun-hee 10 | Aqua Dome, Minami-ku Affluence : 3 450 Arbitrage : García, Marín |
| 8 décembre 2019 15h00 | ×1 ×7 ×1       | Rapport   | ×1 ×4          | Aqua Dome, Minami-ku Affluence : 3 450 Arbitrage : García, Marín |

| 8 décembre 2019 18h00 | Pays-Bas       | 23 – 25   | Allemagne    | Aqua Dome, Minami-ku Affluence : 4 020 Arbitrage : Bonaventura, Bonaventura |
| 8 décembre 2019 18h00 | Kelly Dulfer 4 | (12 – 11) | Emily Bölk 6 | Aqua Dome, Minami-ku Affluence : 4 020 Arbitrage : Bonaventura, Bonaventura |
| 8 décembre 2019 18h00 | ×4             | Rapport   | ×1           | Aqua Dome, Minami-ku Affluence : 4 020 Arbitrage : Bonaventura, Bonaventura |

| 8 décembre 2019 20h30 | Norvège        | 22 – 19  | Danemark          | Aqua Dome, Minami-ku Affluence : 1 890 Arbitrage : Alpaidze, Berezkina |
| 8 décembre 2019 20h30 | Hegh Arntzen 5 | (12 – 9) | Højlund, Grigel 4 | Aqua Dome, Minami-ku Affluence : 1 890 Arbitrage : Alpaidze, Berezkina |
| 8 décembre 2019 20h30 | ×1 ×4          | Rapport  | ×2 ×3             | Aqua Dome, Minami-ku Affluence : 1 890 Arbitrage : Alpaidze, Berezkina |

| 9 décembre 2019 15h00 | Allemagne            | 28 – 29   | Serbie           | Aqua Dome, Minami-ku Affluence : 5 090 Arbitrage : Năstase, Stancu |
| 9 décembre 2019 15h00 | Berger, Minevskaja 6 | (17 – 19) | Dragana Cvijić 7 | Aqua Dome, Minami-ku Affluence : 5 090 Arbitrage : Năstase, Stancu |
| 9 décembre 2019 15h00 | ×1 ×5                | Rapport   | ×2 ×5 ×1         | Aqua Dome, Minami-ku Affluence : 5 090 Arbitrage : Năstase, Stancu |

| 9 décembre 2019 18h00 | Danemark            | 27 – 24  | Pays-Bas          | Aqua Dome, Minami-ku Affluence : 2 200 Arbitrage : García, Marín |
| 9 décembre 2019 18h00 | Anne Mette Hansen 5 | (14 – 9) | Polman, Snelder 5 | Aqua Dome, Minami-ku Affluence : 2 200 Arbitrage : García, Marín |
| 9 décembre 2019 18h00 | ×3 ×6               | Rapport  | ×1 ×4             | Aqua Dome, Minami-ku Affluence : 2 200 Arbitrage : García, Marín |

| 9 décembre 2019 20h30 | Corée du Sud  | 25 – 36   | Norvège                | Aqua Dome, Minami-ku Affluence : 2 120 Arbitrage : Bonaventura, Bonaventura |
| 9 décembre 2019 20h30 | Ryu Eun-hee 7 | (10 – 20) | Stine Bredal Oftedal 7 | Aqua Dome, Minami-ku Affluence : 2 120 Arbitrage : Bonaventura, Bonaventura |
| 9 décembre 2019 20h30 | ×1 ×3         | Rapport   | ×2                     | Aqua Dome, Minami-ku Affluence : 2 120 Arbitrage : Bonaventura, Bonaventura |

| 11 décembre 2019 15h00 | Pays-Bas        | 40 – 33 | Corée du Sud  | Aqua Dome, Minami-ku Affluence : 5 070 Arbitrage : Năstase, Stancu |
| 11 décembre 2019 15h00 | Lois Abbingh 11 | (23–16) | Ryu Eun-hee 9 | Aqua Dome, Minami-ku Affluence : 5 070 Arbitrage : Năstase, Stancu |
| 11 décembre 2019 15h00 | ×1 ×7 ×1        | Rapport | ×1 ×2         | Aqua Dome, Minami-ku Affluence : 5 070 Arbitrage : Năstase, Stancu |

| 11 décembre 2019 18h00 | Serbie              | 26 – 26 | Danemark          | Aqua Dome, Minami-ku Affluence : 3 080 Arbitrage : García, Marín |
| 11 décembre 2019 18h00 | Slađana Pop-Lazić 6 | (14–11) | Stine Jørgensen 6 | Aqua Dome, Minami-ku Affluence : 3 080 Arbitrage : García, Marín |
| 11 décembre 2019 18h00 | ×1 ×6               | Rapport | ×2                | Aqua Dome, Minami-ku Affluence : 3 080 Arbitrage : García, Marín |

| 11 décembre 2019 20h30 | Norvège         | 32 – 29 | Allemagne    | Aqua Dome, Minami-ku Affluence : 3 520 Arbitrage : Alpaidze, Berezkina |
| 11 décembre 2019 20h30 | Kari Brattset 6 | (17-16) | Emily Bölk 6 | Aqua Dome, Minami-ku Affluence : 3 520 Arbitrage : Alpaidze, Berezkina |
| 11 décembre 2019 20h30 | ×2              | Rapport | ×1 ×2        | Aqua Dome, Minami-ku Affluence : 3 520 Arbitrage : Alpaidze, Berezkina |

### Groupe II
|   | Équipe     | Pts | J | G | N | P | Bp  | Bc  | Diff |
| - | ---------- | --- | - | - | - | - | --- | --- | ---- |
| 1 | Russie     | 10  | 5 | 5 | 0 | 0 | 161 | 117 | 44   |
| 2 | Espagne    | 7   | 5 | 3 | 1 | 1 | 145 | 137 | 8    |
| 3 | Monténégro | 6   | 5 | 3 | 0 | 2 | 137 | 137 | 0    |
| 4 | Suède      | 5   | 5 | 2 | 1 | 2 | 141 | 132 | 9    |
| 5 | Japon      | 2   | 5 | 1 | 0 | 4 | 143 | 150 | -7   |
| 6 | Roumanie   | 0   | 5 | 0 | 0 | 5 | 102 | 156 | -54  |

| 8 décembre 2019 15h00 | Roumanie         | 18 – 27   | Russie                     | Parc Dome, Higashi-ku Affluence : 5 870 Arbitrage : García, Paolantoni |
| 8 décembre 2019 15h00 | Cristina Neagu 5 | (10 – 10) | Bobrovnikova, Viakhireva 5 | Parc Dome, Higashi-ku Affluence : 5 870 Arbitrage : García, Paolantoni |
| 8 décembre 2019 15h00 | ×1 ×3 ×1         | Rapport   | ×2 ×4                      | Parc Dome, Higashi-ku Affluence : 5 870 Arbitrage : García, Paolantoni |

| 8 décembre 2019 18h00 | Monténégro          | 30 – 26   | Japon          | Parc Dome, Higashi-ku Affluence : 7 356 Arbitrage : Belkhiri, Hamidi |
| 8 décembre 2019 18h00 | Jovanka Radičević 8 | (14 – 11) | Asuka Fujita 7 | Parc Dome, Higashi-ku Affluence : 7 356 Arbitrage : Belkhiri, Hamidi |
| 8 décembre 2019 18h00 | ×1 ×3               | Rapport   | ×2 ×3          | Parc Dome, Higashi-ku Affluence : 7 356 Arbitrage : Belkhiri, Hamidi |

| 8 décembre 2019 20h30 | Espagne               | 28 – 28  | Suède             | Parc Dome, Higashi-ku Affluence : 2 132 Arbitrage : Lah, Sok |
| 8 décembre 2019 20h30 | Alexandrina Barbosa 6 | (14 – 8) | Hagman, Mässing 8 | Parc Dome, Higashi-ku Affluence : 2 132 Arbitrage : Lah, Sok |
| 8 décembre 2019 20h30 | ×2 ×7 ×1              | Rapport  | ×2 ×3             | Parc Dome, Higashi-ku Affluence : 2 132 Arbitrage : Lah, Sok |

| 10 décembre 2019 15h00 | Russie               | 35 – 28   | Monténégro          | Parc Dome, Higashi-ku Affluence : 6 338 Arbitrage : Krichen, Makhlouf |
| 10 décembre 2019 15h00 | Ioulia Managarova 12 | (17 – 16) | Jovanka Radičević 8 | Parc Dome, Higashi-ku Affluence : 6 338 Arbitrage : Krichen, Makhlouf |
| 10 décembre 2019 15h00 | ×1 ×5                | Rapport   | ×2 ×7               | Parc Dome, Higashi-ku Affluence : 6 338 Arbitrage : Krichen, Makhlouf |

| 10 décembre 2019 18h00 | Japon         | 31 – 33 | Espagne      | Parc Dome, Higashi-ku Affluence : 3 428 Arbitrage : Kuttler, Merz |
| 10 décembre 2019 18h00 | Mana Ohyama 6 | (13-17) | Nerea Pena 7 | Parc Dome, Higashi-ku Affluence : 3 428 Arbitrage : Kuttler, Merz |
| 10 décembre 2019 18h00 | ×3 ×4         | Rapport | ×2 ×5        | Parc Dome, Higashi-ku Affluence : 3 428 Arbitrage : Kuttler, Merz |

| 10 décembre 2019 20h30 | Suède              | 34 – 22 | Roumanie         | Parc Dome, Higashi-ku Affluence : 1 980 Arbitrage : Lemes, Sosa |
| 10 décembre 2019 20h30 | Olivia Mellegård 7 | (14-9)  | trois joueuses 4 | Parc Dome, Higashi-ku Affluence : 1 980 Arbitrage : Lemes, Sosa |
| 10 décembre 2019 20h30 | ×1 ×4              | Rapport | ×1 ×3            | Parc Dome, Higashi-ku Affluence : 1 980 Arbitrage : Lemes, Sosa |

| 11 décembre 2019 15h00 | Espagne               | 26 – 36 | Russie              | Parc Dome, Higashi-ku Affluence : 6 281 Arbitrage : Bonaventura, Bonaventura |
| 11 décembre 2019 15h00 | Alexandrina Barbosa 6 | (12–16) | Iaroslava Frolova 9 | Parc Dome, Higashi-ku Affluence : 6 281 Arbitrage : Bonaventura, Bonaventura |
| 11 décembre 2019 15h00 | ×1                    | Rapport | ×2                  | Parc Dome, Higashi-ku Affluence : 6 281 Arbitrage : Bonaventura, Bonaventura |

| 11 décembre 2019 18h00 | Roumanie              | 20 – 37 | Japon           | Parc Dome, Higashi-ku Affluence : 3 962 Arbitrage : Belkhiri, Hamidi |
| 11 décembre 2019 18h00 | Perianu, Udriștioiu 4 | (8–18)  | Haruno Sasaki 8 | Parc Dome, Higashi-ku Affluence : 3 962 Arbitrage : Belkhiri, Hamidi |
| 11 décembre 2019 18h00 | ×1 ×3                 | Rapport |                 | Parc Dome, Higashi-ku Affluence : 3 962 Arbitrage : Belkhiri, Hamidi |

| 11 décembre 2019 20h30 | Monténégro         | 26 – 23 | Suède        | Parc Dome, Higashi-ku Affluence : 1 926 Arbitrage : García, Paolantoni |
| 11 décembre 2019 20h30 | Majda Mehmedović 7 | (12-12) | Linn Blohm 7 | Parc Dome, Higashi-ku Affluence : 1 926 Arbitrage : García, Paolantoni |
| 11 décembre 2019 20h30 | ×2 ×3              | Rapport | ×4           | Parc Dome, Higashi-ku Affluence : 1 926 Arbitrage : García, Paolantoni |

## Phase finale
|  | Demi-finales                | Demi-finales                |                        |    | Finale                      | Finale                      |
|  | Demi-finales                | Demi-finales                |                        |    | Finale                      | Finale                      |
|  |                             |                             |                        |    |                             |                             |
|  | 13 décembre 2019, Parc Dome | 13 décembre 2019, Parc Dome |                        |    | 15 décembre 2019, Parc Dome | 15 décembre 2019, Parc Dome |
|  | 13 décembre 2019, Parc Dome | 13 décembre 2019, Parc Dome |                        |    | 15 décembre 2019, Parc Dome | 15 décembre 2019, Parc Dome |
|  | Russie                      | 32                          |                        |    | 15 décembre 2019, Parc Dome | 15 décembre 2019, Parc Dome |
|  | Russie                      | 32                          |                        |    | 15 décembre 2019, Parc Dome | 15 décembre 2019, Parc Dome |
|  | Pays-Bas                    | 33                          |                        |    | 15 décembre 2019, Parc Dome | 15 décembre 2019, Parc Dome |
|  | Pays-Bas                    | 33                          | Pays-Bas               | 30 |                             |                             |
|  | 13 décembre 2019, Parc Dome |                             | Pays-Bas               | 30 |                             |                             |
|  |                             | Espagne                     | 29                     |    |                             |                             |
|  | Norvège                     | Espagne                     | 29                     | 22 |                             |                             |
|  | Norvège                     |                             |                        | 22 |                             |                             |
|  | Espagne                     | 28                          |                        |    |                             |                             |
|  | Espagne                     | 28                          | Match pour la 3e place |    |                             |                             |
|  |                             |                             |                        |    |                             |                             |
|  | 15 décembre 2019, Parc Dome |                             |                        |    |                             |                             |
|  |                             |                             |                        |    |                             |                             |
|  | Russie                      | 33                          |                        |    |                             |                             |
|  | Russie                      | 33                          |                        |    |                             |                             |
|  | Norvège                     | 28                          |                        |    |                             |                             |
|  | Norvège                     | 28                          |                        |    |                             |                             |

### Demi-finales
| 13 décembre 2019 17h30 | Russie             | 32 – 33 | Pays-Bas          | Parc Dome, Higashi-ku Arbitrage : Bonaventura, Bonaventura |
| 13 décembre 2019 17h30 | Anna Viakhireva 11 | (16–16) | Estavana Polman 9 | Parc Dome, Higashi-ku Arbitrage : Bonaventura, Bonaventura |
| 13 décembre 2019 17h30 | ×2 ×3              | Rapport | ×3                | Parc Dome, Higashi-ku Arbitrage : Bonaventura, Bonaventura |

| 13 décembre 2019 20h30 | Norvège      | 22 – 28 | Espagne               | Parc Dome, Higashi-ku Affluence : 4 261 Arbitrage : Alpaidze, Berezkina |
| 13 décembre 2019 20h30 | Malin Aune 5 | (13–13) | Alexandrina Barbosa 7 | Parc Dome, Higashi-ku Affluence : 4 261 Arbitrage : Alpaidze, Berezkina |
| 13 décembre 2019 20h30 | ×3           | Rapport | ×2 ×5                 | Parc Dome, Higashi-ku Affluence : 4 261 Arbitrage : Alpaidze, Berezkina |

### Match pour la7eplace
| 13 décembre 2019 11h30 | Allemagne       | 24 – 35 | Suède              | Parc Dome, Higashi-ku Affluence : 6 860 Arbitrage : García, Marín |
| 13 décembre 2019 11h30 | Alicia Stolle 6 | (13–18) | Isabelle Gulldén 7 | Parc Dome, Higashi-ku Affluence : 6 860 Arbitrage : García, Marín |
| 13 décembre 2019 11h30 | ×1 ×2           | Rapport | ×1                 | Parc Dome, Higashi-ku Affluence : 6 860 Arbitrage : García, Marín |

### Match pour la5eplace
| 13 décembre 2019 14h30 | Serbie               | 26 – 28 | Monténégro            | Parc Dome, Higashi-ku Affluence : 5 690 Arbitrage : Belkhiri, Hamidi |
| 13 décembre 2019 14h30 | Jovana Stoiljković 6 | (12–13) | Raičević, Ramusović 4 | Parc Dome, Higashi-ku Affluence : 5 690 Arbitrage : Belkhiri, Hamidi |
| 13 décembre 2019 14h30 | ×1                   | Rapport | ×3 ×4                 | Parc Dome, Higashi-ku Affluence : 5 690 Arbitrage : Belkhiri, Hamidi |

### Match pour la3eplace
| 15 décembre 2019 17h30 | Russie            | 33-28   | Norvège                 | Parc Dome, Higashi-ku Affluence : 8 664 Arbitrage : García, Marín |
| 15 décembre 2019 17h30 | Anna Viakhireva 9 | (18-15) | Hegh Arntzen, Oftedal 7 | Parc Dome, Higashi-ku Affluence : 8 664 Arbitrage : García, Marín |
| 15 décembre 2019 17h30 | ×4                | Rapport | ×1 ×4                   | Parc Dome, Higashi-ku Affluence : 8 664 Arbitrage : García, Marín |

### Finale
| 15 décembre 2019 20h30 | Pays-Bas          | 30 – 29 | Espagne               | Parc Dome, Higashi-ku Affluence : 9 624 Arbitrage : Bonaventura, Bonaventura |
| 15 décembre 2019 20h30 | Estavana Polman 9 | (16-13) | Alexandrina Barbosa 7 | Parc Dome, Higashi-ku Affluence : 9 624 Arbitrage : Bonaventura, Bonaventura |
| 15 décembre 2019 20h30 | ×2 ×3             | Rapport | ×2 ×1                 | Parc Dome, Higashi-ku Affluence : 9 624 Arbitrage : Bonaventura, Bonaventura |

## Coupe du Président

### Places de13eà16e
|  | Demi-finales de classement | Demi-finales de classement |                         |    | Match pour la 13e place | Match pour la 13e place |
|  | Demi-finales de classement | Demi-finales de classement |                         |    | Match pour la 13e place | Match pour la 13e place |
|  |                            |                            |                         |    |                         |                         |
|  | 8 décembre                 | 8 décembre                 |                         |    | 9 décembre              | 9 décembre              |
|  | 8 décembre                 | 8 décembre                 |                         |    | 9 décembre              | 9 décembre              |
|  | Angola                     | 17                         |                         |    | 9 décembre              | 9 décembre              |
|  | Angola                     | 17                         |                         |    | 9 décembre              | 9 décembre              |
|  | France                     | 28                         |                         |    | 9 décembre              | 9 décembre              |
|  | France                     | 28                         | France                  | 26 |                         |                         |
|  | 8 décembre                 |                            | France                  | 26 |                         |                         |
|  |                            | Hongrie                    | 21                      |    |                         |                         |
|  | Hongrie                    | Hongrie                    | 21                      | 34 |                         |                         |
|  | Hongrie                    |                            |                         | 34 |                         |                         |
|  | Argentine                  | 26                         |                         |    |                         |                         |
|  | Argentine                  | 26                         | Match pour la 15e place |    |                         |                         |
|  |                            |                            |                         |    |                         |                         |
|  | 9 décembre                 |                            |                         |    |                         |                         |
|  |                            |                            |                         |    |                         |                         |
|  | Angola                     | 30                         |                         |    |                         |                         |
|  | Angola                     | 30                         |                         |    |                         |                         |
|  | Argentine                  | 27                         |                         |    |                         |                         |
|  | Argentine                  | 27                         |                         |    |                         |                         |

| 8 décembre 2019 12h30 | Angola          | 17–28   | France              | Aqua Dome, Minami-ku Affluence : 3 430 Arbitrage : Lončar, Lončar |
| 8 décembre 2019 12h30 | Isabel Guialo 4 | (9–9)   | Estelle Nze Minko 5 | Aqua Dome, Minami-ku Affluence : 3 430 Arbitrage : Lončar, Lončar |
| 8 décembre 2019 12h30 | ×4 ×1           | Rapport | ×3                  | Aqua Dome, Minami-ku Affluence : 3 430 Arbitrage : Lončar, Lončar |

| 8 décembre 2019 12h30 | Hongrie           | 34–26   | Argentine      | Parc Dome, Higashi-ku Affluence : 3 726 Arbitrage : Christiansen, Hansen |
| 8 décembre 2019 12h30 | Anikó Kovacsics 7 | (19–12) | Elke Karsten 9 | Parc Dome, Higashi-ku Affluence : 3 726 Arbitrage : Christiansen, Hansen |
| 8 décembre 2019 12h30 | ×3                | Rapport | ×0             | Parc Dome, Higashi-ku Affluence : 3 726 Arbitrage : Christiansen, Hansen |

| 9 décembre 2019 | Argentine      | 27–30   | Angola           | Parc Dome, Higashi-ku Affluence : 6 464 Arbitrage : Hizaki, Ikebuchi |
| 9 décembre 2019 | Elke Karsten 6 | (17–13) | Isabel Guialo 11 | Parc Dome, Higashi-ku Affluence : 6 464 Arbitrage : Hizaki, Ikebuchi |
| 9 décembre 2019 | ×3             | Rapport | ×1 ×9            | Parc Dome, Higashi-ku Affluence : 6 464 Arbitrage : Hizaki, Ikebuchi |

| 9 décembre 2019 | France                | 26-21   | Hongrie           | Parc Dome, Higashi-ku Affluence : 2 920 Arbitrage : Alpaidze, Berezkina |
| 9 décembre 2019 | Alexandra Lacrabère 6 | (12-12) | Viktória Lukács 7 | Parc Dome, Higashi-ku Affluence : 2 920 Arbitrage : Alpaidze, Berezkina |
| 9 décembre 2019 | ×3                    | Rapport | ×1 ×2             | Parc Dome, Higashi-ku Affluence : 2 920 Arbitrage : Alpaidze, Berezkina |

### Places de17eà20e
|  | Demi-finales de classement | Demi-finales de classement |                         |    | Match pour la 17e place | Match pour la 17e place |
|  | Demi-finales de classement | Demi-finales de classement |                         |    | Match pour la 17e place | Match pour la 17e place |
|  |                            |                            |                         |    |                         |                         |
|  | 8 décembre                 | 8 décembre                 |                         |    | 9 décembre              | 9 décembre              |
|  | 8 décembre                 | 8 décembre                 |                         |    | 9 décembre              | 9 décembre              |
|  | Slovénie                   | 19                         |                         |    | 9 décembre              | 9 décembre              |
|  | Slovénie                   | 19                         |                         |    | 9 décembre              | 9 décembre              |
|  | Brésil                     | 32                         |                         |    | 9 décembre              | 9 décembre              |
|  | Brésil                     | 32                         | Brésil                  | 22 |                         |                         |
|  | 8 décembre                 |                            | Brésil                  | 22 |                         |                         |
|  |                            | Sénégal                    | 18                      |    |                         |                         |
|  | Sénégal                    | Sénégal                    | 18                      | 28 |                         |                         |
|  | Sénégal                    |                            |                         | 28 |                         |                         |
|  | RD Congo                   | 23                         |                         |    |                         |                         |
|  | RD Congo                   | 23                         | Match pour la 19e place |    |                         |                         |
|  |                            |                            |                         |    |                         |                         |
|  | 9 décembre                 |                            |                         |    |                         |                         |
|  |                            |                            |                         |    |                         |                         |
|  | Slovénie                   | 29                         |                         |    |                         |                         |
|  | Slovénie                   | 29                         |                         |    |                         |                         |
|  | RD Congo                   | 27                         |                         |    |                         |                         |
|  | RD Congo                   | 27                         |                         |    |                         |                         |

### Places de21eà24e
|  | Demi-finales de classement | Demi-finales de classement |                         |       | Match pour la 21e place | Match pour la 21e place |
|  | Demi-finales de classement | Demi-finales de classement |                         |       | Match pour la 21e place | Match pour la 21e place |
|  |                            |                            |                         |       |                         |                         |
|  | 8 décembre                 | 8 décembre                 |                         |       | 9 décembre              | 9 décembre              |
|  | 8 décembre                 | 8 décembre                 |                         |       | 9 décembre              | 9 décembre              |
|  | Cuba                       | 45                         |                         |       | 9 décembre              | 9 décembre              |
|  | Cuba                       | 45                         |                         |       | 9 décembre              | 9 décembre              |
|  | Australie                  | 25                         |                         |       | 9 décembre              | 9 décembre              |
|  | Australie                  | 25                         | Cuba                    | 33tab |                         |                         |
|  | 8 décembre                 |                            | Cuba                    | 33tab |                         |                         |
|  |                            | Kazakhstan                 | 31                      |       |                         |                         |
|  | Kazakhstan                 | Kazakhstan                 | 31                      | 29    |                         |                         |
|  | Kazakhstan                 |                            |                         | 29    |                         |                         |
|  | Chine                      | 23                         |                         |       |                         |                         |
|  | Chine                      | 23                         | Match pour la 23e place |       |                         |                         |
|  |                            |                            |                         |       |                         |                         |
|  | 9 décembre                 |                            |                         |       |                         |                         |
|  |                            |                            |                         |       |                         |                         |
|  | Australie                  | 15                         |                         |       |                         |                         |
|  | Australie                  | 15                         |                         |       |                         |                         |
|  | Chine                      | 33                         |                         |       |                         |                         |
|  | Chine                      | 33                         |                         |       |                         |                         |

## Classement final
| Rang                      | Équipe       | J  | G | N | P | Bp  | Bc  | Diff | Qualifications*   |
| ------------------------- | ------------ | -- | - | - | - | --- | --- | ---- | ----------------- |
| Médaille d'or, monde      | Pays-Bas     | 10 | 7 | 0 | 3 | 328 | 280 | 48   | JO 2020 & CM 2021 |
| Médaille d'argent, monde  | Espagne      | 10 | 7 | 1 | 2 | 303 | 250 | 53   | TQO               |
| Médaille de bronze, monde | Russie       | 10 | 9 | 0 | 1 | 321 | 224 | 97   | TQO               |
| 4                         | Norvège      | 10 | 7 | 0 | 3 | 309 | 249 | 60   | TQO               |
| 5                         | Monténégro   | 9  | 7 | 0 | 2 | 249 | 233 | 16   | TQO               |
| 6                         | Serbie       | 9  | 5 | 1 | 3 | 272 | 258 | 14   | TQO               |
| 7                         | Suède        | 9  | 6 | 1 | 2 | 264 | 214 | 50   | TQO               |
| 8                         | Allemagne    | 9  | 4 | 1 | 4 | 248 | 230 | 18   | -                 |
| 9                         | Danemark     | 8  | 4 | 2 | 2 | 204 | 172 | 32   | -                 |
| 10                        | Japon        | 8  | 4 | 0 | 4 | 230 | 204 | 26   | -                 |
| 11                        | Corée du Sud | 8  | 3 | 2 | 3 | 240 | 236 | 4    | -                 |
| 12                        | Roumanie     | 8  | 3 | 0 | 5 | 181 | 227 | - 46 | -                 |
| 13                        | FranceT      | 7  | 4 | 1 | 2 | 190 | 139 | 51   | -                 |
| 14                        | Hongrie      | 7  | 3 | 0 | 4 | 200 | 169 | 31   | -                 |
| 15                        | Angola       | 7  | 3 | 0 | 4 | 198 | 205 | -7   | -                 |
| 16                        | Argentine    | 7  | 2 | 0 | 5 | 177 | 197 | -20  | -                 |
| 17                        | Brésil       | 7  | 3 | 1 | 3 | 173 | 152 | 21   | -                 |
| 18                        | Sénégal      | 7  | 2 | 0 | 5 | 165 | 182 | -17  | -                 |
| 19                        | Slovénie     | 7  | 3 | 0 | 4 | 190 | 209 | -19  | -                 |
| 20                        | RD Congo     | 7  | 1 | 0 | 6 | 136 | 194 | -58  | -                 |
| 21                        | Cuba         | 7  | 2 | 0 | 5 | 200 | 279 | -79  | -                 |
| 22                        | Kazakhstan   | 7  | 1 | 0 | 6 | 152 | 220 | -68  | -                 |
| 23                        | Chine        | 7  | 1 | 0 | 6 | 156 | 196 | -40  | -                 |
| 24                        | Australie    | 7  | 0 | 0 | 7 | 93  | 260 | -167 | -                 |

Le vainqueur est directement qualifié pour les Jeux olympiques de 2020 tandis que les équipes classées de la 2e à la 7e place obtiennent le droit de participer à des tournois de qualifications olympiques.

## Statistiques et récompenses

### Équipe-type
| Wester Herrem Blohm Radičević Barbosa Polman Viakhireva Meilleure joueuse : Polman Meilleure marqueuse : Abbingh (71 buts) Meilleure gardienne : Gabriel (42,0 %)               |
| Équipe-type du championnat du monde féminin 2019 |
| · Wester · Herrem · Blohm · Radičević · Barbosa · Polman · Viakhireva Meilleure joueuse : Polman Meilleure marqueuse : Abbingh (71 buts) Meilleure gardienne : Gabriel (42,0 %) |

L'équipe-type du tournoi est composée des joueuses suivantes : 
- meilleure joueuse : Estavana Polman,  Pays-Bas
- Meilleure gardienne de but : Tess Wester,  Pays-Bas
- Meilleure ailière gauche : Camilla Herrem,  Norvège
- Meilleure arrière gauche : Alexandrina Barbosa,  Espagne
- Meilleure demi-centre : Estavana Polman,  Pays-Bas
- Meilleure pivot : Linn Blohm,  Suède
- Meilleure arrière droite : Anna Viakhireva,  Russie
- Meilleure ailière droite : Jovanka Radičević,  Monténégro

### Statistiques collectives
- Meilleure attaque :  Pays-Bas (32,8 buts par match)
- Moins bonne attaque :  Australie (13,3 buts par match)
- Meilleure défense :  France (19,7 buts par match)
- Moins bonne défense :  Cuba (39,8 buts par match)

### Statistiques individuelles
| Rang | Joueuse              | Équipe       | Buts | Tirs | %      | 7m    | MJ | Moy. |
| ---- | -------------------- | ------------ | ---- | ---- | ------ | ----- | -- | ---- |
| 1    | Lois Abbingh         | Pays-Bas     | 71   | 114  | 62,3 % | 29/32 | 10 | 7,1  |
| 2    | Ryu Eun-hee          | Corée du Sud | 69   | 114  | 60,5 % | 5/9   | 8  | 8,6  |
| 3    | Tjaša Stanko         | Slovénie     | 62   | 98   | 63,3 % | 6/9   | 7  | 8,9  |
| 4    | Alexandrina Barbosa  | Espagne      | 60   | 95   | 63,2 % | 19/24 | 10 | 6,0  |
| 5    | Jovanka Radičević    | Monténégro   | 58   | 82   | 70,7%  | 19/21 | 9  | 6,4  |
| 5    | Estavana Polman      | Pays-Bas     | 58   | 107  | 54,2%  | 2/4   | 10 | 5,8  |
| 7    | Stine Bredal Oftedal | Norvège      | 51   | 82   | 62,2 % | 18/23 | 10 | 5,1  |
| 8    | Cristina Neagu       | Roumanie     | 49   | 82   | 59,8 % | 25/26 | 8  | 6,1  |
| 9    | Iaroslava Frolova    | Russie       | 48   | 69   | 69,6 % | 15/18 | 10 | 4,8  |
| 10   | Sally Potocki        | Australie    | 47   | 100  | 47,0 % | 10/17 | 7  | 6,7  |
| ...  |                      |              |      |      |        |       |    |      |
| 15   | Linn Blohm           | Suède        | 41   | 49   | 83,7 % | -     | 9  | 4,6  |

| Rang | Joueuse           | Équipe    | %       | Arrêts | Tirs | MJ | Moy. |
| ---- | ----------------- | --------- | ------- | ------ | ---- | -- | ---- |
| 1    | Catherine Gabriel | France    | 42,0 %  | 34     | 81   | 7  | 4,9  |
| 2    | Sandra Toft       | Danemark  | 39,30 % | 90     | 229  | 8  | 11,3 |
| 3    | Victoria Kalinina | Russie    | 39,25 % | 42     | 107  | 7  | 6,0  |
| 4    | Hatadou Sako      | Sénégal   | 37,3 %  | 85     | 228  | 7  | 12,1 |
| 5    | Dinah Eckerle     | Allemagne | 35,5 %  | 103    | 290  | 9  | 11,4 |
| 6    | Silje Solberg     | Norvège   | 35,2 %  | 113    | 321  | 10 | 11,3 |
| 7    | Blanka Bíró       | Hongrie   | 35,0 %  | 43     | 123  | 7  | 6,1  |
| 8    | Amandine Leynaud  | France    | 34,6 %  | 46     | 133  | 7  | 6,6  |
| 9    | Filippa Idéhn     | Suède     | 34,4 %  | 88     | 256  | 9  | 9,8  |
| 10   | Bárbara Arenhart  | Brésil    | 33,6 %  | 49     | 146  | 7  | 7    |

## Effectifs des équipes sur le podium

### Championne du monde:Pays-Bas
L'effectif de l'équipe des Pays-Bas, championne du monde, est :
- Lois Abbingh
- Delaila Amega
- Debbie Bont
- Rinka Duijndam
- Kelly Dulfer
- Merel Freriks
- Laura van der Heijden
- Dione Housheer
- Jessy Kramer
- Angela Malestein
- Larissa Nüsser
- Estavana Polman
- Martine Smeets
- Inger Smits
- Danick Snelder
- Tess Wester
- Bo van Wetering

Entraîneur :  Emmanuel Mayonnade,  Ekaterina Andriouchina (adjointe)

### Vice-champion du monde:Espagne
L'effectif de l'équipe d'Espagne, vice-championne du monde, est :
- Silvia Arderíus
- Alexandrina Barbosa
- Elisabet Cesáreo
- Maitane Echeverría
- Alicia Fernández
- Mireya González
- Lara González Ortega
- Jennifer Gutiérrez
- Ainhoa Hernández
- Marta López Herrero
- Soledad López
- Silvia Navarro
- María Núñez
- Nerea Pena
- Almudena Rodríguez
- Darly Zoqbi de Paula

Entraîneur :  Carlos Viver

### Médaille de bronze:Russie
L'effectif de l'équipe de Russie, médaille de bronze, est :
- Vladlena Bobrovnikova
- Olga Fomina
- Iaroslava Frolova
- Olga Gorchenina
- Anastasia Illarionova
- Iana Jilinskaïté
- Victoria Kalinina
- Kristina Kozhokar
- Polina Kouznetsova
- Anastasia Laguina
- Ksenia Makeeva
- Elizaveta Malashenko
- Ioulia Managarova
- Elena Mikhaïlitchenko
- Anna Sedoïkina
- Anna Sen
- Anna Viakhireva

Entraîneur :  Ambros Martín